# Nakano Manami
Nakano Manami (中野 真奈美; Hepburn: Nakano Manami) (Hokkaidó, 1986. augusztus 30. –) japán válogatott labdarúgó.

## Klub
A labdarúgást az Ohara Gakuen JaSRA csapatában kezdte. 2005 és 2006 között a Ohara Gakuen JaSRA csapatában játszott. 37 bajnoki mérkőzésen lépett pályára és 12 gólt szerzett. 2007-ben a Okayama Yunogo Belle csapatához szerződött. 161 bajnoki mérkőzésen lépett pályára és 15 gólt szerzett. 2015-ben a Mynavi Vegalta Sendai csapatához szerződött. 47 bajnoki mérkőzésen lépett pályára és 7 gólt szerzett. 2017-ben a AC Nagano Parceiro csapatához szerződött.

## Nemzeti válogatott
2010-ben debütált a japán válogatottban. A japán válogatott tagjaként részt vett a 2010-es Ázsia-kupán. A japán válogatottban 12 mérkőzést játszott.

## Statisztika
| Japán válogatott | Japán válogatott | Japán válogatott |
| Időszak          | Mérk.            | gól              |
| ---------------- | ---------------- | ---------------- |
| 2010             | 10               | 2                |
| 2011             | 0                | 0                |
| 2012             | 1                | 0                |
| 2013             | 1                | 0                |
| Összesen         | 12               | 2                |

## Sikerei, díjai
Japán válogatott
- Ázsia-kupa:  Bronz; 2010